# Xã Cedar, Quận Pettis, Missouri
Xã Cedar (tiếng Anh: Cedar Township) là một xã thuộc quận Pettis, tiểu bang Missouri, Hoa Kỳ. Năm 2010, dân số của xã này là 909 người.